# Toda Katsushige
Toda Katsushige (戸田 勝成?; 1557 – 21 ottobre 1600) fu un daimyō giapponese del periodo Sengoku, noto anche come Toda Shigemasa.

## Biografia
Shigemasa inizialmente fu servitore di Niwa Nagahide. Nel 1585, dopo la morte di Nagahide, Shigemasa servì Toyotomi Hideyoshi e ricevette un feudo da 10 000 koku nella provincia di Echizen. Prese parte alla spedizione nel Kyūshū (1586), Odawara (1590) e alle invasioni della Corea (1592).
Nel 1600 si schierò con le forze di Ishida Mitsunari nella battaglia di Sekigahara. I suoi uomini, assieme a quelli di Hiratsuka Tamehiro, si schierarono sul fianco destro dell'armata occidentale e venne messo sotto il comando di Ōtani Yoshitsugu. Dopo aver resistito alle cariche dell'armata orientale, Shigemasa morì quando le sue forze vennero assalite sul fianco da migliaia di soldati dopo il tradimento di Kobayakawa Hideaki.
Molte persone (secondo una stima, compresi quelli che prendevano parte alla forze di Tokugawa Ieyasu) si rammaricarono della morte di Shigemasa poiché considerato un uomo di talento e aveva il rispetto di molti daimyō.